# Sint-Pieters-Leeuw
Sint-Pieters-Leeuw (fr. Leeuw-Saint-Pierre) – miejscowość i gmina (gemeente) w Belgii, w Regionie Flamandzkim, w prowincji Brabancja Flamandzka, w okręgu Halle-Vilvoorde. 1 stycznia 2024 roku liczyła 36 525 mieszkańców. Pod względem liczby mieszkańców jest jedną z największych gmin prowincji. Leży na styku regionów Pajottenland i Zennevallei.

## Podział administracyjny
W skład gminy wchodzą cztery dzielnice (deelgemeente):
- Oudenaken
- Ruisbroek (Ruysbroeck)
- Sint-Laureins-Berchem (Berchem-Saint-Laurent)
- Vlezenbeek

## Współpraca
Miejscowości partnerskie:
- Altenahr, Niemcy
- Someren, Niderlandy